# クロード・ドビュッシー
クロード・アシル・ドビュッシー（Claude Achille Debussy フランス語: [klod aʃil dəbysi], 1862年8月22日 - 1918年3月25日）は、フランスの作曲家。長音階・短音階以外の旋法と、機能和声にとらわれることのない自由な和声法などを用いて作曲し、その伝統から外れた音階と和声の用い方から、19世紀後半から20世紀初頭にかけて最も影響力を持った作曲家の一人。
ドビュッシーの音楽は、代表作『海』や『夜想曲』などにみられる特徴的な作曲技法から「印象主義音楽（印象派）」と称されることもある。しかし、本人は「印象派」と呼ばれることを強く拒否した。テクスト（詞）やテーマの選択は象徴派（象徴主義）からの影響が色濃い。
なお、名前は生後1890年（28歳）まで「アシル＝クロード」、1890年（28歳）から「クロード＝アシル」である。

## 生涯

### 幼少期
1862年8月22日午前4時半、イヴリーヌ県サン＝ジェルマン＝アン＝レーのパン通り38番地に「アシル＝クロード・ドビュッシー」として生まれた（この建物は現在ドビュッシー博物館となっている）。父親のマニュエル・アシル・ドビュッシーは陶器店を経営し、母親のヴィクトリーヌ・マヌリ・ドビュッシーは裁縫師であった。5人兄弟の長男として生まれているが、彼が2歳（1864年7月31日）になってから洗礼を受けている。その年に一家は経営難のためサン＝ジェルマン＝アン＝レーを離れ、母方の実家（クリシー）に同居する。
1870年、カンヌに住む伯母クレメンティーヌ（父の姉に当たる）のもと、彼女の肝煎りでイタリアのヴァイオリニスト、ジャン・チェルッティ（Jean Cerutti）にピアノを習う（期間は不明）。このカンヌでの滞在は1回だけであったが、後年ドビュッシーは鮮烈な印象を残したと手紙の中で語っている。
1871年、詩人ヴェルレーヌの義母アントワネット・モテ・ド・フルールヴィル夫人に基礎的な音楽の手ほどきを受ける。これは、偶然にも父親の知人であったヴェルレーヌの義兄でオペレッタ作曲家のシャルル・ド・シヴリー (Charles de Sivry) と出会い、シヴリーが少年のドビュッシーを自分の母親のフルールヴィル夫人に引き合わせたとされる。夫人はドビュッシーの才能を見抜き、親身に彼を教えたという。
幼少期のドビュッシーについては、後年本人が語ろうとしなかったため、どのように過ごしたのかは不明である。ただしこの時期からピアノの手ほどきを受けていたことは確かである。

### 音楽院入学とローマ賞
1872年10月22日、10歳でパリ音楽院に入学する。この時の合格者はドビュッシーを含むわずか33名であった。1年後、エルネスト・ギロー（作曲）、オーギュスト・バジュ（ピアノ伴奏法）、アントワーヌ・マルモンテル（ピアノ）、エミール・デュラン（作曲）、アルベール・ラヴィニャック（ソルフェージュ）らに学ぶ。元々ピアニストになるつもりで、1873年の1月29日にJ.S.バッハの『トッカータ』(BWV915) を弾いた際、「魅力的な素質」と評価されて自信を持ち、ピアニストへの道に進むことを決めたという。1874年に学内のコンクールにおいてショパンのピアノ協奏曲第2番の第1楽章を弾いて第2次席賞を獲得。翌1875年にショパンの『バラード第1番』で第1次席賞を得るが、1876年には獲得できなかった 。1877年にはシューマンの『ピアノソナタ第2番』（第1楽章）で再び第2次席賞を獲るが、1878年と1879年は2年続けて賞が取れずに失敗し、これによってピアニストになることを諦める決心をした。そして結局ピアノで賞を得ることができず（1位入賞を目標にしていたため）、その年にピアノ科を去り、10月にバジュ（バズィーユ）のピアノ伴奏法のクラスに入る。
一方でドビュッシーは作曲にも挑戦している。1878年にピアノ曲『フーガ』（L番号なし）を作曲し、これは現存するドビュッシーの最古の作品とされている。1879年に歌曲『月に寄せるバラード』（L.1、紛失）と『マドリード』（L.2、近年発見）を作曲する。
1880年7月、18歳のドビュッシーはチャイコフスキーのパトロンであったフォン・メック夫人の長期旅行にピアニストとして同伴し、『ピアノ三重奏曲』(L.3) や『交響曲 ロ短調』(L.10) の断片を作曲した。また、『ボヘミア舞曲』(L.9) という小品を夫人の計らいでチャイコフスキーへ送るが、酷評を受けた（出版はドビュッシーの死後）。メック夫人を通して、チャイコフスキーの当時の最新作であった交響曲第4番（1877年）などのロシアの作品も勉強しており、この経験が元でチャイコフスキーやロシア5人組に影響を受ける。また貴族趣味も芽生えた。
パリに戻ったのち、この年の12月24日にギローのクラスに入る（当初マスネに師事するつもりでいた）。またセザール・フランクのオルガンのクラスに顔を出しているが、オルガンにおける「執拗な灰色の色調」に嫌気が差したため、わずか半年でクラスから逃げるように立ち去っている。
1882年に歌曲『星の輝く夜』(L.4) を出版する。また10作以上の歌曲を作曲する。この年の5月にローマ賞に挑戦するも、予選落ちに終わる。

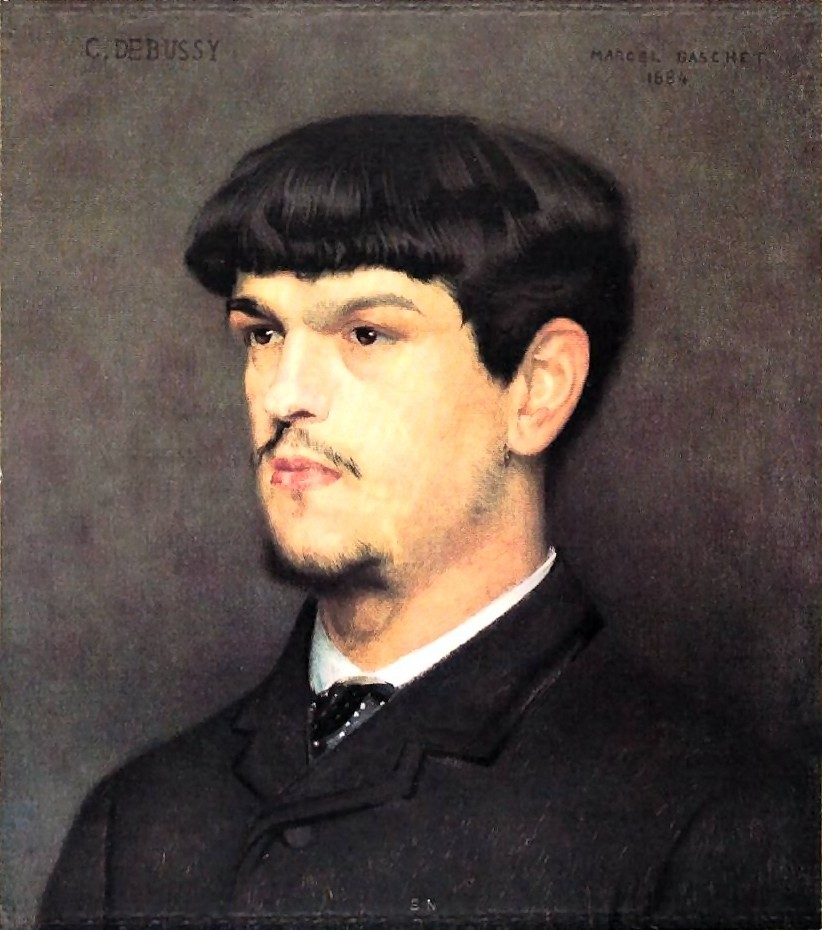
1884年の肖像画
（画）マルセル・バシェ

1883年5月、2回目となるローマ賞に挑戦し、『祈り』(L.40) で予選を通過。カンタータ『剣闘士』(L.41) 本選の第2等賞を獲得する。
1884年に3回目となるローマ賞に挑戦し、カンタータ『春』(L.56) で予選を通過、カンタータ『放蕩息子』(L.57) でローマ大賞を受賞する。審査員の中にはグノーやサン=サーンスもいた。翌1885年から1887年にかけてイタリアのローマへと留学したものの、あまりイタリアの雰囲気には馴染めず、ローマ大賞受賞者に与えられる期間を繰り上げてパリに戻った。これにはヴァニエ夫人という意中の人がいたためともいわれる。このヴァニエ夫人のために書かれたいくつかの歌曲のうちポール・ヴェルレーヌの「艶なる宴」に基づくものは後に『艶なる宴』（全2集）としてまとめられた。またローマに留学していた頃に生み出された作品は、いくつかの歌曲や交響組曲『春』、合唱と管弦楽のための『ツライマ（ズレイマ）』（L.59、後に破棄されて現存しない）である（なおローマからパリへ帰郷してから作られた作品はカンタータ『選ばれた乙女』や『ピアノと管弦楽のための幻想曲』）。
1888年の夏、銀行家のエティエンヌ・デュパンの支援によって念願であったバイロイトへ初めて行き、同地で『ニュルンベルクのマイスタージンガー』と『パルジファル』を聴く。

### 中期
1889年は27歳のドビュッシーにとって大きな転機の年となる。1月には国民音楽協会に入会してエルネスト・ショーソンらと知り合い、新たな人脈と発表の場を得た。6月にパリ万国博覧会でジャワ音楽（ガムラン）を耳にしたことは、その後の彼の音楽に大きな影響を与えた。その後2度目に訪れたバイロイト音楽祭ではワグネリズムの限界を感じ、これを境にアンチ・ワグネリアンを標榜することになる。またこの頃、詩人ステファヌ・マラルメの自宅サロン「火曜会」に唯一の音楽家として出席するようになり、この時の体験はのちにマラルメの詩による歌曲（『ステファヌ・マラルメによる3つの詩』）や、『牧神の午後への前奏曲』への作曲へとつながっていく。
1890年の28歳のとき、名前を「アシル＝クロード」から「クロード＝アシル」に変えた。
1893年4月、『選ばれし乙女』が国民音楽協会の演奏会で初演され、その後同協会の運営委員にも選出された。また12月29日に『弦楽四重奏曲』がイザイ弦楽四重奏団によって初演されている。
1894年3月、テレーズ・ロジェ (Thérèse Roger) と婚約するが、ドビュッシーの恋人だったガブリエル・デュポン（愛称ギャビー）の知るところとなり破談。この出来事でショーソンと疎遠になり、ショーソンが1899年6月に事故で没したときにも葬儀に参列しなかった。12月22日に『牧神の午後への前奏曲』が初演。リリー・テクシエと最初の結婚をする。
1900年代に入ると、『ビリティスの歌』（1900年）、『夜想曲』（1900年）、『版画』（1904年）などが初演された。また、オペラ『ペレアスとメリザンド』が完成し、1902年に初演され大きな成功を収めた。これらの一連の作品で成功したドビュッシーは、作曲家としてのキャリアを確実なものとした。1903年にはレジオン・ドヌール五等勲章を受勲している。
1905年には交響詩『海』、ピアノ曲集『映像 第1集』を発表し、新たな境地を見せる。同時にこの年、エンマ・バルダックと同棲する。のちにリリーと正式に離婚し、エンマと2度目の結婚をした。エンマとの間には娘クロード＝エンマ（愛称シュシュ）が誕生する。
1910年には『前奏曲集 第1巻』を発表し、ピアノ曲において作曲家のキャリアを不動のものとした。一方、この時期にエドガー・アラン・ポーの小説『アッシャー家の崩壊』に基づくオペラを作曲していたが、完成せず放棄された。もう一つの大作劇音楽『聖セバスティアンの殉教』（1911年）は、長すぎる原作戯曲の上演の失敗などがあって顧みられず、弟子のアンドレ・カプレによる『交響的断章』としての演奏会形式の編曲によりかろうじてレパートリーとして生き延びているに過ぎない。
1913年、バレエ音楽『遊戯』が完成し、同年にピエール・モントゥーによって初演され、これはバレエ・リュスの上演によって成功を収めた。しかしその2週間後に同じ演奏陣によってストラヴィンスキーの『春の祭典』が上演され、そのスキャンダルの陰に隠れてしまう。夏に『おもちゃ箱』の作曲に着手する（管弦楽化はアンドレ・カプレと協力）。12月、モスクワとペテルブルクに演奏旅行に行く（クーセヴィツキーとジロティの要請による）。

### 晩年
1914年、第一次世界大戦が勃発してエンマの息子（ドビュッシーにとっては連れ子）のラウルが兵士として動員されたことなどを受けて、戦争を恐れるようになっていたドビュッシーは、9月に家族とともにアンジェに避難したが、1か月後にパリへと戻る。この時すでにドビュッシーの身体は病に侵されており、大腸癌を発病していた。この頃から「様々な楽器のための6つのソナタ」に着手するも、完成したのは3曲のみであった。
1915年、『12の練習曲』や『6つの古代碑銘』などを生み出す。3月23日に母が死去、同じ頃にエンマの母もこの世を去っている。
1916年は『ヴァイオリンソナタ』の構想や、未完に終わったオペラ『アッシャー家の崩壊』の台本（決定稿）の作成に取りかかる。またこの年には2台ピアノのための『白と黒で』や『チェロソナタ』などを含む4つの作品が初演されている。私生活では、離婚した元妻のリリー（マリ・ロザリー・テクシエ）に対する月手当ての支払いが1910年以来滞っていたため、裁判所から3万フランの供託金の支払いを命令されている。
1917年7月、一家はスペイン国境付近のサン＝ジャン＝ド＝リュズに3か月滞在する。この地は保養地として有名であったため、多くの著名人が訪れている。ドビュッシーは同地で自作の『ヴァイオリンソナタ』を演奏しているが、これが生涯最後の公開演奏となった。この時期に計画していた残りのソナタとピアノ協奏曲の作曲を想起していたが、これらの作品はいずれも実現せずに終わっている。
1918年初旬、直腸癌により床から離れられなくなり、3月25日の夕方に息を引き取った。55歳。1905年から死去する1918年にかけて居住したパリ16区スクアール・ド・ラヴニュ＝フォッシュ (Square de l'Avenue-Foch) 24番地の自宅だった。葬儀は29日に行われ、遺体はパッシー墓地に埋葬された（埋葬は翌年のことで、前年は仮に安置されていた）。またドビュッシーが没した翌年の1919年に娘クロード＝エンマがジフテリアによる髄膜炎によって夭逝、妻エンマは16年後の1934年に世を去った。

### 年譜

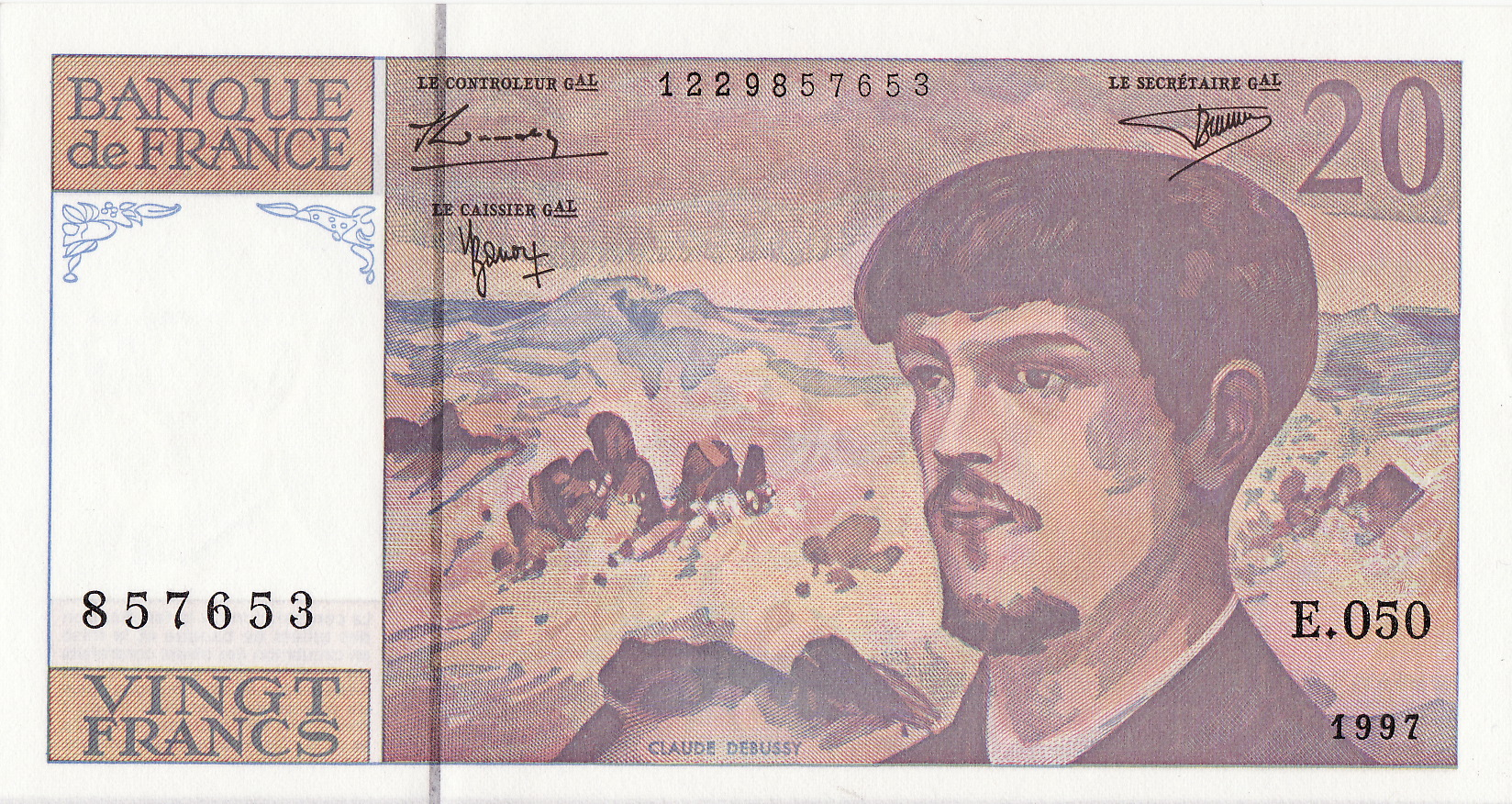
フランスの紙幣 (1997)

- 1862年 - 8月22日 午前4時半 誕生。
- 1871年 - この年から3年ほど、モーテ・ド・フルールヴィル夫人にピアノのレッスンを受ける。
- 1872年 - パリ音楽院入学。以後12年在籍。ピアノをマルモンテル、ソルフェージュをラヴィニャック、和声学をデュラン、作曲法をギローに師事。
- 1880年 - チャイコフスキーのパトロンであったフォン・メック夫人の長期旅行にピアニストとして同伴。
- 1884年 - ローマ大賞を受賞。
- 1885年 - ローマに滞在。
- 1887年 - パリに戻る。
- 1888年 - 1度目のバイロイト行き。
- 1889年 - パリ万国博覧会で東洋芸術に接触、2度目のバイロイト行き。
- 1890年 - 名前を「アシル＝クロード」から「クロード＝アシル」に変える。『ベルガマスク組曲』。
- 1891年 -『2つのアラベスク』。この頃、初期のピアノ小品や歌曲を多く手がける。
- 1893年 - メーテルリンクの戯曲「ペレアスとメリザンド」に出会う。
- 1894年 - 『牧神の午後への前奏曲』。
- 1899年 - リリー・テクシエと最初の結婚。
- 1902年 - 『ペレアスとメリザンド』初演。
- 1905年 - 『海』、エンマ・バルダックと同棲。長女クロード＝エンマ（シュシュ）誕生。
- 1910年 - 『前奏曲集 第1集』。
- 1911年 - 舞台音楽劇『聖セバスティアンの殉教』。
- 1913年 - バレエ音楽『遊戯』。バレエ・リュスのために作曲。
- 1914年 - 第一次世界大戦勃発、大腸癌を発病。「様々な楽器のための6つのソナタ」着手（完成は3曲）。
- 1918年 - 3月25日夕方 死去。
- 1919年 - 娘クロード＝エンマ死去。

## 家族
- 父親:マニュエル＝アシル・ドビュッシー（Manuel-Achille Debussy, 1836年 - 1910年）
モンルージュ（パリの南郊）で生まれ、陶器商を経営していた。
- 母親:ヴィクトリーヌ・マヌリ・ドビュッシー（Victorine Manoury Debussy, 1836年 - 1915年）
車大工の父親と料理人の母親との間に生まれる。
- 伯母:クレマンティーヌ・ドビュッシー（Clémentine Debussy, 1835年 - 1874年）
マニュエル＝アシルの姉。クロードが洗礼の際、代母として名付けを担当した。
- 第1弟:エマニュエル・ドビュッシー（Emmanuel Debussy, 1867年 - 1937年）
- 第2弟:アルフレッド・ドビュッシー（Alfred Debussy, 1870年 - 1937年）
- 第3弟:ウジェーヌ＝オクターヴ・ドビュッシー（Eugène-Octave Debussy, 1873年 - 1877年）
末弟だが髄膜炎のため4歳で夭逝。
- 第1妹:アデール・ドビュッシー（Adèle Debussy, 1863年 - 1952年）
弟妹の中では長く生きた人物。
- 1番目の妻:マリ・ロザリー・テクシエ (Marie Rosalie Texier, 1873年 - 1932年) 
通称リリー (Lily)
- 2番目の妻:エンマ・バルダック（Emma Baldac, 1862年 - 1934年）
元々は銀行家バルダックの妻だった。息子のラウル、娘のエレーヌ（愛称ドリー）がいる。エレーヌはフォーレに溺愛され、一説にはフォーレとエンマの子であるともいわれた。フォーレは『ドリー組曲』を作曲している。
  - 娘:クロード＝エンマ・ドビュッシー（Claude-Emma Debussy, 1905年 - 1919年）
愛称シュシュ。父親の死の翌年に14歳で夭折。クロード＝エンマが父親の死に際して異父の兄ラウルに宛てた手紙がドビュッシー博物館に展示されている。

3人の弟については資料の少なさゆえに詳細は不明であるが、妹アデールは2つの世界大戦を生き抜いた唯一の人物である。
サンジェルマン＝アン＝レーのドビュッシー博物館には、現代に至るまでのドビュッシー家の家系図が展示されている。

## 人物
気難しい性格で、内向的かつ非社交的であった。音楽院に入学してからは伝統を破壊しかねない言動（不平不満や文句）をしていたため、ギローなど担当教師らを困らせていた。また、女性関係においてのトラブルも絶えなかった。元々18歳より弁護士の人妻マリー＝ブランシュ・ヴァニエ夫人 (Marie-Blanche Vasnier) と8年間の情事のあと別れ、1889年から (Rue Gustave Doré) にて同棲を続けていたガブリエル・デュポン（愛称ギャビー）とは、自殺未遂騒動の末に1898年に破局を迎えた。同じ頃、ソプラノ歌手のテレーズ・ロジェ (Thérèse Roger) とも情通している。翌年10月にはギャビーの友人であるマリ・ロザリー・テクシエ（愛称リリー）と結婚するが、1904年頃から、教え子の母親、銀行家の人妻であるエンマ・バルダックと不倫関係になり、リリーはコンコルド広場で胸を銃で撃ち自殺未遂となり、離婚する（1905年）。この事件がもとで、ドビュッシーはすでに彼の子を身ごもっていたエンマとともに一時イギリスに逃避行することとなり、友人の多くを失うこととなる。長女クロード＝エンマ（愛称シュシュ）の出産に際しパリに戻り、エンマと同棲した（1908年に結婚）。シュシュはドビュッシーに溺愛され、『子供の領分』を献呈された。
同じ印象派の作曲家とされることが多いモーリス・ラヴェルは、父親がドビュッシーとかつて交友関係にあった。1898年にラヴェルが2台ピアノのための『耳で聞く風景』で作曲家としてのデビューを果たした時には、ドビュッシーはその中の1曲「ハバネラ」（1895年作曲。後に『スペイン狂詩曲』第3曲に編入）に関心を持ち、ラヴェルに自筆譜の写しを貸してくれるよう頼み、ラヴェルの方でも『ペレアスとメリザンド』に対して、自らが所属するグループ「アパッシュ」のメンバーとともに積極的に支持するなど、両者は互いの作品を評価し合い、親密な交友が続いた。だが1904年初演の『版画』の第2曲「グラナダの夕暮れ」を聴いたラヴェルは、前述の自作「ハバネラ」と類似しているとしてドビュッシーに反発。以後両者の関係は疎遠となった。しかし、20世紀初頭の作品である『水の戯れ』や弦楽四重奏曲などの作品ではドビュッシーの影響が見受けられ、本人もドビュッシーの管弦楽曲をピアノ曲へと編曲し、またはピアノ曲を管弦楽曲へと編曲している。
絵画においてはイギリスの画家ウィリアム・ターナーを特に愛好しており、創作のインスピレーションを得ていた。

## 作品と表現
初期の作品であるカンタータ『選ばれし乙女』（1888年）や『ボードレールの5つの詩』（1889年）まではワーグナーの影響を見ることができる。しかしこの頃の作品、特にヴェルレーヌと出会って以降の3つの歌曲、『忘れられたアリエッタ』、『華やかな饗宴』第1集などでは、より明確に独自の書法へと変化していった。弦楽四重奏曲ト短調（1893年）においてはフリギア旋法だけではなく、様々な教会旋法を使用している。なかでも『牧神の午後への前奏曲』（1894年）、メーテルリンクの戯曲によるオペラ『ペレアスとメリザンド』（1893年頃着手、完成は1902年）など同時代の作品から現れた全音音階の使用は、その後の独特のハーモニーの基盤ともなっている。また、これらの作品は規則的な律動にとらわれない書法の先駆けでもあり、それまでの西洋音楽の概念からは異色ともいえるものだった。

### 印象主義音楽
ドビュッシーの音楽は印象主義音楽と俗に呼ばれている。印象派（または印象主義）という表現はもともと、1874年に最初の展覧会を開催した新進画家グループ（モネ、ドガ、セザンヌら）に共通していた表現様式に対する揶揄表現が定着したものであり、音楽における《印象主義》も、若手作曲家の作品への揶揄の意味合いを込めて用いられた表現である。ドビュッシー自身も、出版社のデュランに宛てた書簡（1908年3月）の中で、この用語に対して否定的な見解を示した。

## 後世への影響
ドビュッシーは20世紀で最も影響力のある作曲家の一人としてしばし見なされており、西洋音楽からジャズ、ミニマル・ミュージック、ポップスに至るまで幅広く多様多種な音楽の部類に影響を与えている。
西洋音楽においては、バルトーク・ベーラ、イーゴリ・ストラヴィンスキー、初期作品の時期のラヴェル、フランシス・プーランク、ダリウス・ミヨー、アルベール・ルーセル、ジョージ・ガーシュウィン、ピエール・ブーレーズ、オリヴィエ・メシアン、アンリ・デュティーユ、レオ・オーンスタイン、アレクサンドル・スクリャービン、カロル・シマノフスキ、ミニマル・ミュージックにおいてはスティーブ・ライヒに対して影響力を有している。日本の作曲家では武満徹、坂本龍一がドビュッシーからの影響を公言している。
ジャズにおいては、ガーシュウィン、ジャンゴ・ラインハルト、デューク・エリントン、バド・パウエル、マイルス・デイヴィス（彼の盟友であるギル・エヴァンスによると、マイルスの自作曲である「So What」はドビュッシーの前奏曲集第一巻に収録されているヴェールVoilesを下敷きにして作曲されたとのことである）、ビル・エヴァンス、ハービー・ハンコック、アントニオ・カルロス・ジョビン、アンドリュー・ヒル、ビックス・バイダーベックなど。またビバップの和声法はドビュッシーとアルノルト・シェーンベルクからの影響が大きい。
電子音楽では冨田勲がドビュッシーの作品を多数取り上げ、編曲したことによって影響がもたらされている。
小惑星(4492) Debussyはドビュッシーの名前にちなんで命名された。

## 主な作品

### ピアノ曲
- フーガ（16歳の時に作曲された現存する最初の作品。1999年ウィーンの国立図書館で発見） - 1878年
- ボヘミア舞曲 (Danse bohémienne)（18歳の時の作品。フォン・メック夫人のはからいでチャイコフスキーに送ったが、未熟だと酷評された。死後発見） - 1880年
- 2つのアラベスク (2 Arabesques) - 1888年~1891年
- 舞曲（スティリー風タランテラ）(Danse, Tarantelle styrienne)（後にラヴェルが管弦楽に編曲）- 1890年
- 夢想 (Rêverie) - 1890年
- ロマンティックなワルツ (Valse romantique) - 1890年

- マズルカ (Mazurka) - 1890年
- バラード (Ballade) - 1890年
- ベルガマスク組曲 (Suite Bergamasque) - 1890年
  - 前奏曲 (Préludes)
  - メヌエット (Menuet)
  - 月の光 (Clair de lune)（ドビュッシーの曲の中で最もポピュラーな曲の一つ）
  - パスピエ (Passepied)
- 忘れられた映像 (Images oubliées)（死後発見、標題はドビュッシーが付けたものではない） - 1894年
  - レント（憂うつに、そしてやさしく） (Lent (mélancolique et doux))
  - ルーヴルの思い出 (Souvenir du Louvre)（後に『ピアノのために』第2曲「サラバンド」に改作）
  - 「もう森には行かない」の諸相 (Quelques aspects de "Nous n'irons plus au bois")（『版画』第3曲「雨の庭」の前身。「（いやな天気だから）もう森へは行かない」はフランスの童謡。ドビュッシーはこの「諸相」、「雨の庭」、歌曲「眠りの森の美女」、「管弦楽のための映像・第3曲『春のロンド』」の合計4曲でこの童謡を用いている）

- ピアノのために (Pour le piano) - 1896年、1896年 - 1901年
  - 前奏曲 (Prélude)
  - サラバンド (Sarabande)
  - トッカータ (Toccata)
- 版画 (Estampes) - 1903年
  - 塔 (Pagodes)（「パゴダ」は仏教の宝塔を指す）
  - グラナダの夕暮れ (La soirée dans Grenade)
  - 雨の庭 (Jardins sous la pluie)
- 喜びの島 (L'Isle Joyeuse)（作曲者監修のもと、イタリアの指揮者ベルナルディーノ・モリナーリ(Bernardino Molinari)により管弦楽用に編曲されている） - 1904年

- 仮面 (Masques) - 1904年
- 映像 第1集 (Images) - 1905年
  - 水の反映（水に映る影）(Reflets dans l'eau)
  - ラモー礼讃（「ラモーをたたえて」とも） (Hommage à Rameau)
  - 運動 (Mouvement)
- 映像 第2集 - 1907年
  - 葉ずえを渡る鐘 (Cloches à travers les feuilles)
  - 荒れた寺にかかる月 (Et la lune descend sur le temple qui fut)
  - 金色の魚 (Poissons d'or)
- 子供の領分 (Children's Corner - Petite suite pour piano seul)（娘のクロード・エンマのために作曲されたもの） - 1906年 - 1908年
  - グラドゥス・アド・パルナッスム博士 (Doctor Gradus ad Parnassum)
  - 象の子守唄 (Jimbo's lullaby)
  - 人形へのセレナード (Serenade of the doll)
  - 雪が踊っている (The snow is dancing)
  - 小さな羊飼い (The little shepherd)
  - ゴリウォーグのケークウォーク (Golliwogg's Cake-Walk)
- 小さな黒人 (Le petit Nègre) - 1909年
- レントより遅く (La plus que lente (Valse)) - 1910年
- 2つの前奏曲集
  - 前奏曲集 第1巻 (Préludes 1) - 1909年 - 1910年
以下の曲名は一般の曲の曲名とは違い、各曲の最後に小さく記されている。
    - デルフィの舞姫 (...Danseuses de Delphes)
    - ヴェール (...Voiles)（「帆」とも訳される）
    - 野を渡る風 (...Le vent dans la plaine)
    - 音と香りは夕暮れの大気に漂う (...Les sons et les parfums tournent dans l'air du soir)
    - アナカプリの丘 (...Les collines d'Anacapri)
    - 雪の上の足跡 (...Des pas sur la neige)
    - 西風の見たもの (...Ce qu'a vu le vent d'ouest)
    - 亜麻色の髪の乙女 (...La fille aux cheveux de lin)
    - とだえたセレナード (...La sérénade interrompue)
    - 沈める寺 (...La cathédrale engloutie)
    - パックの踊り (...La danse de Puck)
    - ミンストレルズ (...Minstrels)

  - 前奏曲集 第2巻 (Préludes 2) - 1910年 - 1913年
    - 霧 (...Brouillards)
    - 枯葉 (...Feuilles mortes)
    - ヴィーノの門 (...La Puerta del Vino)
    - 妖精たちはあでやかな踊り子 (...Les fées sont d'exquises danseuses)
    - ヒースの荒野 (...Bruyères)
    - 風変わりなラヴィーヌ将軍 (...Général Lavine - excentric)
    - 月の光が降り注ぐテラス (...La terrasse des audiences du clair de lune)
    - 水の精 (...Ondine)
    - ピクウィック殿をたたえて (...Hommage à S. Pickwwick Esq. P.P.M.P.C.)
    - カノープ (...Canope)
    - 交代する三度 (...Les tierces alternées)
    - 花火 (...Feux d'artifice)
- 英雄的な子守歌 (Berceuse heroïque pour rendre hommage à S.M. le Roi Albert Ier de Belgique et à ses soldats) - 1914年（同年12月に管弦楽曲に編曲）
  - 第一次世界大戦時、侵攻したドイツ軍に対して抵抗したベルギーの国王アルベール1世に献呈。
- 12の練習曲 (12 Études) 作曲者による運指がないことで知られる - 1913年 - 1915年
  - 五本の指のための、ツェルニー氏による (Pour les cinq doigts, après M. Czerny)
  - 三度のための (Pour les tièrces)
  - 四度のための (Pour les quartes)
  - 六度のための (Pour les sixtes)
  - オクターブのための (Pour les octaves)
  - 八本の指のための (Pour les huit doigts)
  - 半音階のための (Pour les degrés chromatiques)
  - 装飾音のための (Pour les agréments)
  - 反復音のための (Pour les notes répétées)
  - 対比的な響きのための (Pour les sonorités opposées)
  - 組み合わされたアルペジオのための (Pour les arpeges composés)
    - 別版あり。

  - 和音のための (Pour les accords)
- 負傷者の服のための小品 (Pièce pour le vêtement du blessé) - 1915年
1933年、「アルバムのページ (Page d'album)」の名で出版。
- エレジー (Élégie) - 1915年
- 燃える炭火に照らされた夕べ (Les soirs illuminés par l'ardeur du charbon) - 1917年
  - 遺作。表題はボードレールの『悪の華』の「露台」(Le Balcon) の一節。第一次世界大戦による物資不足の中で石炭を送ってくれた石炭商に頼まれて作曲。2001年に発見。

### 2台ピアノ・4手連弾のための曲
- 交響曲 ロ短調（少年期の習作。第1楽章の4手連弾のみ現存、ヘンレ社からも出版。） - 1880年 - 1881年
- 小組曲 (Petite suite) 4手連弾。ビュッセルによる管弦楽編曲版で有名。ヘンレ社からも出版。- 1886年 - 1889年
  - 小舟にて (En Bateau)
  - 行列 (Cortège)
  - メヌエット (Menuet)
  - バレエ (Ballet)
- スコットランド風行進曲 (Marche écossaise sur un thème populaire) - 1891年（1908年に管弦楽版に編曲、ヘンレ社からも出版。）
- 6つの古代の墓碑銘 (6 Epigraphes antiques) 4手連弾。『ビリティスの歌』の1, 7, 3, 10, 8, 12曲目より編曲。独奏版もあり。アンセルメによる管弦楽編曲版もある。ヘンレ社からも出版。 - 1914年
  - 夏の風の神、パンに祈るために (Pour invoquer Pan, dieu du vent d'été)
  - 無名の墓のために (Pour un tombeau sans nom)
  - 夜が幸いであるために (Pour que la nuit soit propice)
  - カスタネットを持つ舞姫のために (Pour la danseuse aux crotales)
  - エジプト女のために (Pour l'Égyptienne)
  - 朝の雨に感謝するために (Pour remercier la pluie au matin)
- リンダラハ (Lindaraja) 2台ピアノ。ヘンレ社からも出版。 - 1901年
- 白と黒で (En blanc et noir) 2台ピアノ。ヘンレ社からも出版。 - 1915年
  - 情熱に駆られて (Avec emportement)
  - 緩やかにそして控えめに (Lent et sombre)
  - スケルツァンド (Scherzando)
- 牧神の午後への前奏曲[48] -（作曲者による2台ピアノ版、ヘンレ社からも出版。）
- 管弦楽のための第一組曲 - （遺作としてピアノ連弾版が発見されデュランより出版されたが、原曲は不明。デュラン社から。）
- 交響組曲『春』 - （作曲者による2台ピアノのためのオリジナル版。デュラン社から。）
- 海 - （作曲者によるピアノ連弾版。デュラン社から。）
- 神聖な舞曲と世俗的な舞曲 - (作曲者による2台ピアノ版。デュラン社から。)

### 管弦楽曲
- 交響組曲『春』 (Suite symphonique 'Printemps') - 1886年 - 1887年
最初の版には女声合唱があったが火事で焼失した。1913年にビュッセルによって再度オーケストレーション（管弦楽のみ）が行われる。
- 牧神の午後への前奏曲 (Prélude à l'Après-midi d'un faune) - 1892年 - 1894年
- 夜想曲 (Nocturnes) - 1897年 - 1899年
  - 雲 (Nuages)
  - 祭 (Fêtes)
  - シレーヌ (Sirènes)
  - :第3曲には女性コーラス（歌詞なし）が入る
- 交響詩『海』 (La Mer) - 1903年 - 1905年
  - 海上の夜明けから正午まで (De l'aube à midi sur la mer)
  - 波の戯れ (Jeux de vagues)
  - 風と海との対話 (Dialogue du vent et de la mer)
- 管弦楽のための映像 (Images pour orchestre) - 1905年 - 1912年
  - ジーグ (Gigues)
  - イベリア (Ibéria)
    - 街の道から田舎の道から (Par les rues et par les chemins)
    - 夜の薫り (Les parfums de la nuit)
    - 祭りの日の朝 (Le matin d'un jour de fête)

  - 春のロンド (Rondes de printemps)

### 独奏と管弦楽のための協奏的作品
- ピアノと管弦楽のための幻想曲 (Fantaisie pour piano et orchestre) - 1889年 - 1891年
作曲者がリハーサルの段階で楽譜を差し止めたため、死後初演。
- 神聖な舞曲と世俗的な舞曲 (Danse sacrée et danse profane) - 1904年
独奏ハープと弦楽合奏のための作品。
- サクソフォーンと管弦楽のための狂詩曲 (Rhapsodie pour orchestre et saxophone) - 1901年 - 1908年
作曲者の死後の1919年にロジェ＝デュカスによって管弦楽編曲が行われた。
- クラリネットと管弦楽のための第1狂詩曲 (Ier Rhapsodie pour orchestre avec clarinette principale) - 1909年 - 1910年
「クラリネットとピアノのための第1狂詩曲」を編曲。

### 室内楽曲
- ピアノ三重奏曲（18歳の時、フォン・メック夫人の元で書かれた曲） - 1879年 - 1880年
- 弦楽四重奏曲 - 1893年
  - 活気をもって、決然と (Animé et très décidé)
  - 十分生き生きと、きわめてリズミカルに (Assez vif et bien rythmé)
  - アンダンティーノ、おだやかに、表情豊かに (Andantino, doucement expressif)
  - 非常にゆっくりと (Très modéré - Très mouvementé - Très animé)
- クラリネットとピアノのための小品 (Petite pièce pour clarinette et piano) - 1910年
- ビリティスの歌 (Chansons de Bilitis) - 1900年 - 1901年
パントマイムと詩の朗読のための付随音楽。編成は2フルート、2ハープ、チェレスタ。
- フルート、ヴィオラとハープのためのソナタ (Sonate pour flûte, alto et harpe) - 1915年
- チェロ・ソナタ (Sonate pour violoncelle et piano) - 1915年
- ヴァイオリン・ソナタ (Sonate pour violon et piano) - 1916年 - 1917年

### バレエ音楽
- 遊戯 (Jeux) - 1912年 - 1913年
1幕。ニジンスキー台本。
- カンマ (Khamma) - 1912年
3幕。ピアノ譜のみ。オーケストレーションはシャルル・ケクランによる。
- おもちゃ箱 (La boîte à joujoux) - 1913年
4場の子供用バレエ。ピアノ譜のみ。オーケストレーションはアンドレ・カプレによる。
プロローグ - おもちゃ箱 - 戦場 - 売られる羊小屋 - お金持ちになってから - エピローグ
- 沈黙の宮殿 (Le palais du silence) - 1914年
1幕。前奏曲と第1場の初めの草稿のみ現存。のちに「ノ・ジャ・リ」と変更した。ドビュッシーはこの作品を期日までに仕上げることができなかった。

### 歌曲
（カッコ内は詩人）
- 麦の花（Fleur des blés アンドレ・ジロー） - 1878年
- 美しい夕暮れ（英語版）（Beau soir ポール・ブールジェ） - 1880年
- 星の夜（Nuits d'étoiles テオドール・ド・バンヴィル） - 1880年
- 中国風のロンデル（Rondel chinois 作者不詳） - 1880年
- 西風（Zéphyr テオドール・ド・バンヴィル） - 1881年
- ピエロ（Pierrot テオドール・ド・バンヴィル） - 1881年
- 愛し合い、そして眠ろう（Aimons-nous et dormons テオドール・ド・バンヴィル） - 1881年
- ジャヌ（ジェイン）（Jane シャルル＝マリ＝ルネ・ルコント・ド・リール） - 1881年
- マンドリン（Mandoline ポール・ヴェルレーヌ） - 1882年
- 華やかな宴（Fête galante テオドール・ド・バンヴィル） - 1882年（メロディは後に『小組曲』の「メヌエット」に流用）
- ロンドー（Rondeau アルフレッド・ド・ミュッセ） - 1882年
- パントマイム（Pantomime ポール・ヴェルレーヌ） - 1882年
- 月の光（Clair de lune ポール・ヴェルレーヌ） - 1882年。「艶なる宴 第1集」第3曲の初稿。
- 今はもう春（Voici que le printemps ポール・ブルジェ） - 1883年
- 感傷的な風景（Paysage sentimental ポール・ブルジェ） - 1883年
- スペインの歌 (Chanson espagnole) - 1883年。失われたとされてきたが、近年自筆譜が発見された。
- 顕現（Apparition ステファヌ・マラルメ） - 1884年
- 声をひそめて（En sourdine ポール・ヴェルレーヌ） - 「艶なる宴 第1集」第1曲の初稿。
- 忘れられたアリエッタ（Ariettes oubiées ポール・ヴェルレーヌ） - 1886年 - 1888年
忘れられた小歌 という場合もあり
  - やるせなく夢見る思い (Ariettes oubiées I 'C'est l'extase langoureuse')
  - われの心に涙降る（Ariettes oubiées II 'Il pleure dans mon cœur' 巷に雨の降るごとく）
  - 露包む川面の木々の影 (Ariettes oubiées III 'L'ombre des arbres')
  - ベルギーの風景「木馬」 (Paysages belges 'Chevaux de bois')
  - 水彩画1「グリーン」 (Aquarelles I 'Green')
  - 水彩画2「スプリーン（憂鬱）」 (Aquarelles II 'Spleen')
- ボードレールの5つの詩 (5 Poèmes de Charles Baudelaire) - 1887年 - 1889年
  - バルコニー (Le balcon)
  - 夕暮れの調べ (Harmonie du soir)
  - 噴水 (Le jet d'eau)
  - 黙想 (Recueillement)
  - 恋人たちの死 (La mort des amants)
- 眠りの森の美女（La belle au bois dormant ヴァンサン・イスパ（フランス語版）） - 1890年
- 2つのロマンス（2 Romances ポール・ブルジェ） - 1891年
  - そぞろな悩める心 (L'âme évaporée et souffrante)
  - 鐘 (Les cloches)
- 3つの歌曲（3 Mélodies ポール・ヴェルレーヌ） - 1891年
  - 海は美しい (La mer est plus belle)
  - 角笛の音は (Le son du cor s'affige)
  - 羊の群れと立ち並ぶ生垣は(L'échelonnement des haies)
- 艶なる宴 第1集（Fêtes galantes 1 ポール・ヴェルレーヌ） - 1891年
  - 声をひそめて(En sourdine)
  - 操り人形 (Fantoches)
  - 月の光 (Clair de lune)
- 庭の中（Dans le jardin ポール・グラフォレ） - 1891年
- お告げの鐘 (Les Angélus)（グレゴワール・ル・ロワ） - 1892年
- 叙情的散文（Proses lyriques 作曲者自身） - 1892 - 1893年
  - 夢 (De rêve)
  - 砂浜 (De grève)
  - 花 (De fleurs)
  - 夕暮れ (De soir)
- ビリティスの3つの歌（3 Chansons de Bilitis ピエール・ルイス） - 1897年 - 1898年
  - パンの笛 (La flûte de Pan)
  - 髪 (La chevelure)
  - 水の精の墓 (Le tombeau des naïades)
- 眠れぬ夜 (Nuits blanches 作曲家自身) - 1899年 - 1902年。全5曲を構想していたが未完に終わった。
  - 終わりなき夜 (Nuit sans fin)
  - 彼女がいる時に (Lorsqu'elle est entrée)
- 艶なる宴 第2集（Fêtes galantes 2 ポール・ヴェルレーヌ） - 1904年
  - 無邪気な人たち (Les ingénus)
  - 半獣神 (Le faune)
  - 感傷的な対話 (Colloque sentimental)
- 3つのフランスの歌（Chansons de France シャルル・ドルレアン、トリスタン・レルミット） - 1904年
  - ロンデル - 時は脱いだよ、そのマント（Rondel – Le temps a laissié son manteau）
  - 洞窟 (La Grotte) - 「二人の恋人の散歩道」第1曲に再収録。
  - ロンデル - 喜びが死んでしまったから（Rondel – Pour ce que plaisance est morte）
- 二人の恋人の散歩道（フランス語版）（Le promenoir des deux amants トリスタン・レルミット） - 1904,1910年
  - この暗い洞窟のほとり (Auprès de cette grotte sombre)
  - 愛するクリメーヌよ、私の言うとおりにしておくれ (Crois mon conseil,chère Climène)
  - 私は震える (Je tremble en voyant ton visage)
- フランソワ・ヴィヨンの3つのバラード（フランス語版） (3 Ballades de François Villon) - 1910年
  - 恋人に与えるバラード (Ballade de Villon à s'amye)
  - 聖母に祈るために母の要請で作られたヴィヨンのバラード (Ballade que feit Villon à la requeste de sa mère pour prier Nostre-Dame)
  - パリジェンヌのバラード (Ballade des femmes de Paris)
- ステファヌ・マラルメの3つの詩（フランス語版） (3 Poèmes de Stèphane Mallarmé) - 1913年
  - ため息 (Soupir)
  - 取るに足らない願い (Placet futile)
  - 扇 (Éventail)
- もう家がない子供たちのクリスマス（フランス語版）（Noël des enfants qui n'ont plus de maison 作曲者自身） - 1915年

### オペラ、カンタータ、劇付随音楽
- 『ペレアスとメリザンド』 (Pelléas et Mélisande) - 1893年 - 1895年、1901年 - 1902年
5幕15場のオペラ。メーテルランクの戯曲『ペレアスとメリザンド』をそのまま台本にしたもの。ワグネリズムの対極にある作品。完成したオペラはこの1作品のみ。
- 音楽劇『聖セバスティアンの殉教』 (Le martyr de St. Sébastien ガブリエーレ・ダンヌンツィオ) - 1911年
全曲は5幕の神秘劇。非常に大きなもので、編曲したものが演奏されることが多い。オーケストレーションにアンドレ・カプレの協力を得て完成。
- 『拳闘士』 (Cantate 'Le gladiateur') - 1883年
カンタータ。ローマ大賞二席受賞曲。
- 『放蕩息子』 (L'Enfant Prodigue) - 1884年、1906年 - 1908年改訂
カンタータ。ローマ大賞受賞曲。
- 『リア王』 (King Lear) - 1904年
劇付随音楽。本来は7部からなるものであったが、作曲されたものは2曲のみである。
  - ファンファーレ (Fanfare)
  - リア王の眠り (Le sommeil de Lear)
- 『森のディアヌ』 (Diane au bois) - 1884年 - 1886年
カンタータ。破棄され、一部のみ現存。ローマ大賞応募曲。
- 『ロドリーグとシメーヌ（英語版）(Rodrigue et Chimène)』 - 1890年 - 1893年
未完のオペラ。エル・シッド伝説を題材としたカチュール・マンデスの4幕5場の台本による。作曲は第1幕・第3幕のショート・スコアと第2幕のピアノ伴奏譜が残る[49]。リチャード・ランガム・スミス (Richard Langham Smith) による補筆をエディソン・デニソフが管弦楽化、1993年にリヨン歌劇場で初演。
- 『鐘楼の悪魔（英語版）』(Le diable dans le beffroi) - 1902年 - 1903年
未完のオペラ。エドガー・アラン・ポーの同名小説により作曲者が2幕3場の台本を作成したが、作曲は1幕分のスケッチのみ。一部が『ムジカ』誌の作曲者当ての匿名コンクールに掲載された『コンクールのための小品』に転用。
- 『アッシャー家の崩壊』 (La chute de la maison Usher) - 1908年 - 1918年
未完のオペラ。エドガー・アラン・ポーの同名小説をもとにしたもの。作者自身による2幕の台本は完成したが、作曲は全曲の半分ほどに終わる（楽譜は作曲者の死後、妻が関係者に配ったため散逸）。フアン・アジェンデ＝ブリン（英語版）が補完して、1977年に上演。その後、散逸していたスケッチを元にロバート・オーリッジ（英語版）が復元・補筆し、2006年にブレゲンツ音楽祭で上演。

### その他の楽曲
- シャルル・ドルレアンの3つの歌 (Trois chansons de Charles d'Orléans) - 1898年および1908年
唯一の無伴奏混声合唱曲。2曲目はアルト独唱を伴う（後述の録音では、独唱パートは合唱で歌われている）。
  - 神よ、なんと彼女を美しく見せ給うことか (Dieu! qu'il la fait bon regarder!)
  - タンバリンが鳴り渡る時 (Quant j'ai ouy le tambourin)
  - 冬よ、お前は嫌なやつだ (Yver, vous n'estes qu'un villain)
- シランクス (Syrinx) - 1912年
無伴奏フルート独奏曲。ムーレイの戯曲「プシュケ」のために作られたもの）
- サティ：「ジムノペディ」第1番、第3番（管弦楽用の編曲） - 1897年

## その他
ドビュッシー博物館
サン＝ジェルマン＝アン＝レーにあるドビュッシーの生家を博物館にしたもの。展示室およびオーディトリウムがある。1階は観光案内所。パリ中心部よりRER A線で約20分、駅より徒歩5分。
墓碑
パリ16区パッシー墓地にある。
紙幣
1980年に肖像が描かれた20フラン紙幣が発行された。2002年のユーロ導入移行期間まで使用された。
子孫
ドビュッシーは娘の夭折により直接の子孫は途絶えているが、親類の家系のうち4世代後（従兄弟の曾孫に当たる）は「ペレアス・ドビュッシー」と名付けられている（サン＝ジェルマン＝アン＝レーにあるドビュッシー博物館に展示された家系図で確認できる）。